# Somos Región
Somos Región é um partido político espanhol, de âmbito regional da Região de Múrcia. Foi fundado oficialmente em 2018, a partir da cisão do Partido Popular regional. Foi fundado com o propósito de ser um partido regenerativo, de centro social e reformista.

## História
Em março de 2017, o ex-presidente da Região de Múrcia, Alberto Garre, desligou-se do Partido Popular, acusando seus líderes de encobrir casos de corrupção e de permitir que Pedro Antonio Sánchez fosse reeleito como chefe do PP regional, apesar de estar sob investigação no caso Auditorio. Ele enviou uma carta ao presidente do partido, Mariano Rajoy, destacando sua insatisfação com a falta de ação sobre corrupção e a marginalização da Região de Murcia, especialmente em termos de financiamento e de recursos hídricos.
Em maio de 2017, Garre criou a Plataforma Cívica Região de Múrcia, com o objetivo de realizar uma análise da situação política, econômica e social da comunidade murciana, e como primeiro passo para a construção de um novo partido.
Em 12 de dezembro de 2017, Garre anunciou que transformaria sua Plataforma Cívica em um partido político regionalista. Em 2018, fundou oficialmente o Somos Región, um novo partido político regenerativo, de centro social e reformista.
Em 4 de setembro de 2019, Garre anunciou sua demissão como presidente do Somos Región e sua retirada da vida política, após os maus resultados que seu novo partido obteve nas eleições regionais, nas quais não obteve representação na Assembleia Regional.
Em 28 de setembro de 2019, Pilar García Santos foi eleita presidente do partido em substituição de Alberto Garre, que foi nomeado presidente fundador.